# Fernand Deferm
Fernand Deferm (Lummen, 29 oktober 1940) is een Belgisch wielrenner. Hij won voornamelijk kermiskoersen in zijn carrière. De beste plaats die hij behaalde in een koers met internationale faam is een derde plaats in de Parijs-Tours van 1965.

## Belangrijkste overwinningen
1963
- Nationaal Kampioenschap op de weg voor Onafhankelijken

1965
- GP Jef Scherens

1966
- Ronde van Limburg

## Resultaten in voornaamste wedstrijden
| Jaar | Ronde van Italië | Ronde van Frankrijk | Ronde van Spanje |
| ---- | ---------------- | ------------------- | ---------------- |
| 1965 |                  |                     |                  |
| 1966 | opgave           |                     |                  |

| Jaar | Gent-Wevelgem | Parijs-Tours |
| ---- | ------------- | ------------ |
| 1965 | 21e           | Brons        |
| 1966 |               |              |